# Атлетико Оттава
Атлетико Оттава (англ.  Atlético Ottawa) — профессиональный канадский футбольный клуб из Оттавы (Онтарио). Клуб участвует в Канадской премьер-лиге и проводит свои домашние матчи на стадионе Ти-ди Плэйс Стэдиум. Команда была основана в 2020 году. Является фарм-клубом Атлетико Мадрид.

## История
С 2014 по 2019 год Оттава Фьюри выступал в системе американских футбольных лиг. Фьюри был расформирован после сезона 2019 года из-за проблем с санкциями, связанных с переходом команды из Чемпионшип ЮСЛ в Канадскую Премьер-Лигу.
29 января 2020 года было объявлено, что Канадская Премьер-Лига будет расширена и в нее войдет команда, которая будет принадлежать владельцам испанского клуба Атлетико Мадрид.
Клуб дебютировал в сезоне Канадской премьер-лиги 2020 года. Миста был объявлен первым главным тренером и генеральным менеджером клуба.
По окончании дебютного сезона клуб занял 7 место набрав 8 очков. В следующем сезоне Атлетико занял последнее восьмое место набрав 26 очков
После ухода Мисты с поста главного тренера в декабре 2021, клуб возглавил Карлос Гонсалес.
11 мая 2022 года в предварительном раунде Канадского Чемпионшипа Атлетико уступил Йорк Юнайтед в серии пенальти.
После победы над Кавальери со счетом 3:1 24 сентября 2022 года Атлетико Оттава впервые вышел в плей-офф канадской премьер-лиги. 8 октября 2022 года Атлетико одержал победу в регулярном чемпионате Канадской Премьер-Лиги 2022 года. В полуфинале плей-офф Оттава встретилась с Пасифик  из Лэнгфорда. Первый матч закончился со счётом 0:2 в пользу Атлетико, а второй закончился ничьей. В финале Атлетико Оттава встретился с Фордж и уступил ему со счетом 0:2.

## Стадион

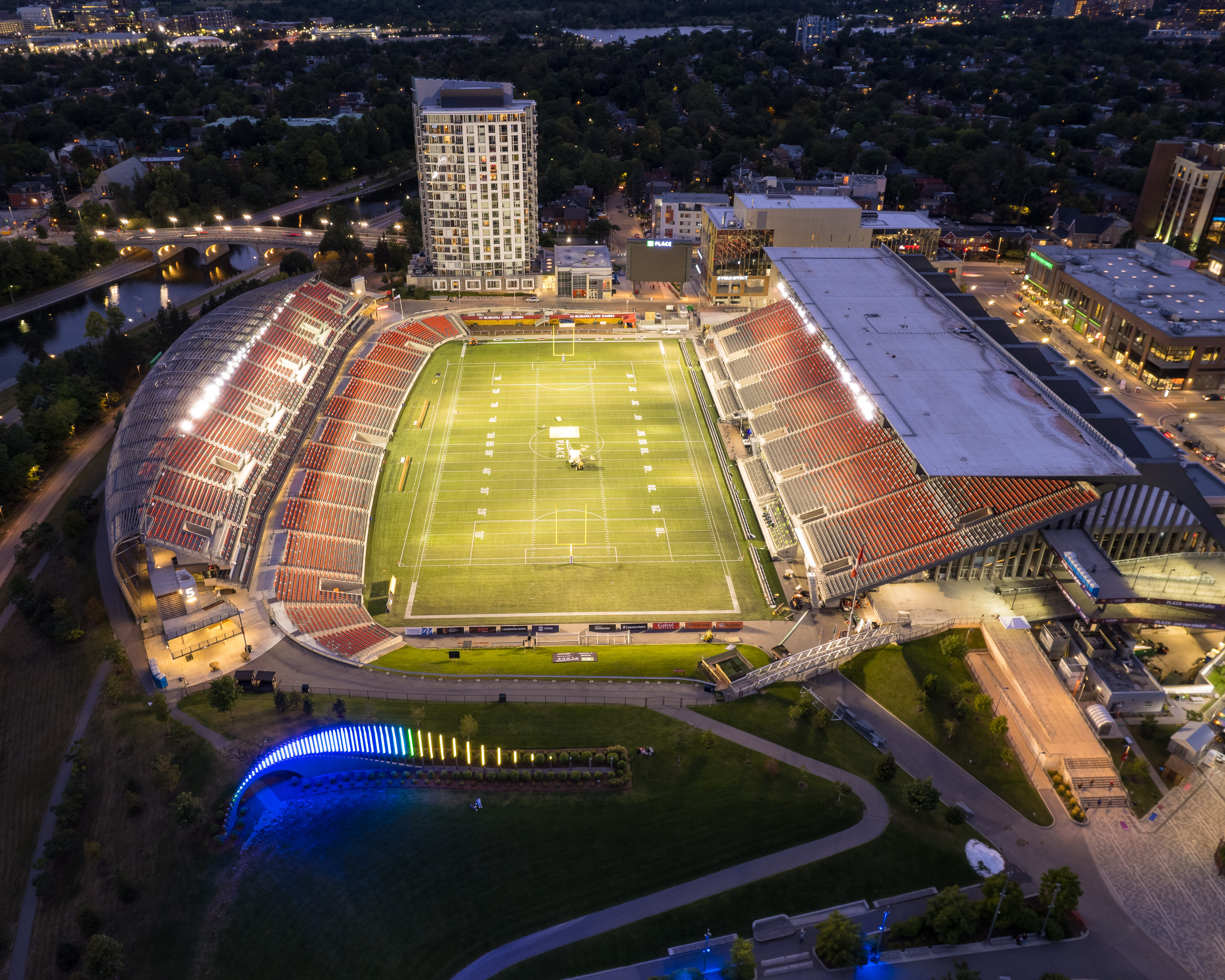
Ночной Ти-ди Плэйс Стэдиум

Атлетико Оттава играет на стадионе Ти-ди Плэйс Стэдиум в Лэнсдаун-парке, район Глиб. Совместно с ними на стадионе выступает команда по Канадскому футболу Оттава Редблэкс, а ранее там проводил свои матчи бывший футбольный клуб Оттава Фьюри.
Ти-ди Плэйс Стэдиум был одним из стадионов на котором проводились матчи Чемпионата мира по футболу среди молодёжных команд 2007 года и Чемпионата мира по футболу среди женщин 2015 года.

## Главные тренеры
| Тренеры         | Годы                              |
| --------------- | --------------------------------- |
| Миста           | 11 февраля 2020 — 28 декабря 2022 |
| Карлос Гонсалес | 24 февраля 2022 — н. в.           |

## Достижения

### Национальные титулы
Канадская Премьер-Лига
- Регулярный чемпионат: 2022
- Плей-офф: Финалист 2022

## Символика
Логотип, цвета и название клуба были представлены 11 февраля 2020 года.

### Логотип
Логотип выполнен в виде щита. На гербе изображен синий силуэт Парламента Канады на котором находиться белая надпись «Атлетико Оттава». Под ним расположены красные и белые полосы, напоминающие логотип мадридского Атлетико и флаг Канады. У основания герба изображен Кленовый лист.
У «Атлетико» есть альтернативный логотип представляющий собой синее весло для каноэ с монограммой «АО», пересеченное двумя синими стрелами. Эта вариация является отсылкой к гербу Оттавы.

### Цвета
Как и у Мадридского Атлетико цветами клуба являются: красный, белый и синий.

### Форма

#### Домашняя
| 2020 | 2021 |

#### Гостевая
| 2020 |

#### Экипировка и спонсорство
| Производитель | Период       |
| ------------- | ------------ |
| Macron        | 2020 — н. в. |